# ムヒッディーン・カビリ
ムヒッディーン・カビリ（Muhiddin Kabiri、タジク語: Муҳиддин Кабирӣ、1966年 - ）は、タジキスタン共和国の政治家。タジキスタン・イスラム復興党の党首。

## 経歴
ファイザバード地区カサミダル村出身。8人兄弟（4男4女）。第15学校の8学年を卒業し、荷役夫として働く。
ソ連内務省国内軍に1年半勤務。除隊後、オルジェニキゼバード市の統計専門学校で学びつつ、ウストド・ヒマトゾドの宗教・政治学校のサークルのメンバーとなった。その後、ソフホーズ「オクチャーブリ」で働く。
- 1990年 - モスクワで開かれた第1回ムスリム青年フォーラムでタジキスタン代表
- 1990年～1992年 - イエメンの大学で学ぶ。
- 1992年 - タジキスタン内戦を逃れるために、Tu-154の貨物室に潜り込み、モスクワに移住。ビジネスに従事。
- 1996年 - ロシア外務省外交アカデミー卒業
- 1996年～1997年 - 国際学生組織の地域局長
- 1997年 - モスクワからドゥシャンベに戻り、タジキスタン・イスラム復興党党首サイイド・アブドゥッラー・ヌーリーの補佐官となる。
- 1997年～1999年 - モスクワでの和平交渉に国際法の専門家として参加
- 2000年 - マジリシ・オリに出馬するが、落選
- 2000年 - タジキスタン・イスラム復興党副議長
- 2005年2月 - マジリシ・オリのマジリシ・ナモヤンダゴン代議員
- 2006年9月 - タジキスタン・イスラム復興党党首
- 2007年9月 - タジキスタン・イスラム復興党議長に全会一致で再選出（任期4年）。

## パーソナル
妻帯、5男1女を有する。政治科学準博士。タジク語の他にロシア語、英語、アラビア語、ペルシャ語を話す。分析センター「ディアローグ」の設立者。趣味は、サッカー、テニス、歴史書の読書。